# Monumento al Leone di Giuda
Il monumento al Leone di Giuda è una statua del Leone di Giuda, simbolo degli imperatori etiopi e dell'Etiopia, posta di fronte alla stazione ferroviaria di Addis Abeba, capitale dell'Etiopia.
La statua è particolarmente nota in Etiopia per un episodio di protesta contro il colonialismo italiano avvenuto nel 1938 a Roma (dove la scultura era stata ricollocata) per mano di Zerai Deres, che per tale gesto è celebrato dalla storiografia etiope quale patriota ed eroe nazionale.

## Storia

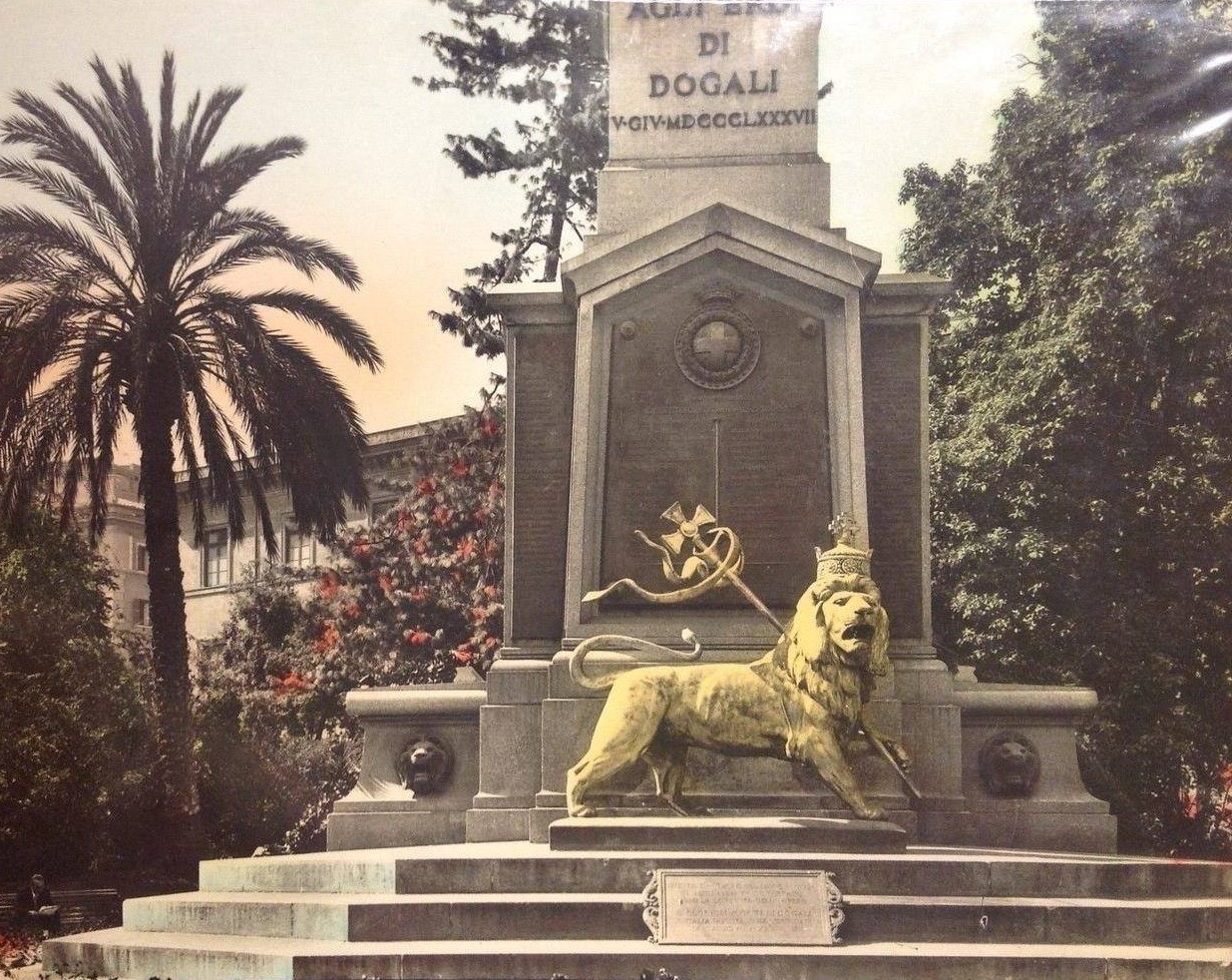
Il Leone di Giuda presso l'obelisco ai caduti di Dogali a Roma

L'opera venne realizzata dallo scultore francese Georges Gardet nel 1930, in occasione dell'incoronazione dell'imperatore Hailé Selassié avvenuta il 2 novembre 1930.
Al termine della cosiddetta marcia della ferrea volontà che portò all'occupazione di Addis Abeba da parte dell'esercito italiano, la statua venne trasportata a Roma nel 1936 al termine della guerra d'Etiopia, e collocata sotto l'obelisco degli Eroi di Dogali, poco oltre piazza dei Cinquecento. Il monumento venne quindi inaugurato ufficialmente l'8 maggio 1937, in occasione dell'anniversario della proclamazione dell'Impero italiano.
Il 15 giugno 1938 il giovane interprete eritreo Zerai Deres mise in atto davanti al monumento un atto di protesta contro l'occupazione italiana dell'Etiopia, ferendo diverse persone dopo essere stato interrotto in un atto di devozione al Leone di Giuda. Per tale motivo venne arrestato e in seguito internato nell'ospedale psichiatrico giudiziario di Barcellona Pozzo di Gotto, in cui rimase fino alla morte avvenuta nel 1945; tuttavia, vari storici contemporanei esprimono dubbi sull'effettiva instabilità mentale di Zerai. Per tale gesto Deres è considerato nella sua patria e in Etiopia un eroe nazionale. 
Il leone di Giuda rimase a Roma fino al 1969, quando fece ritorno in Etiopia dopo i negoziati di Addis Abeba; in occasione della nuova inaugurazione il negus Hailé Selassié partecipò in divisa militare alla cerimonia, ricordando per l'occasione anche il gesto patriottico di Zerai Deres.
Dopo la rivoluzione del 1974, il regime Derg pensò di rimuovere il monumento, simbolo della monarchia, ma un'associazione di veterani arbegnuoc sostenne che fosse un ricordo della resistenza etiope e simbolo dell'Etiopia. Il regime accettò di lasciare il monumento, che si trova ancora di fronte alla stazione ferroviaria di Addis Abeba.

## Descrizione

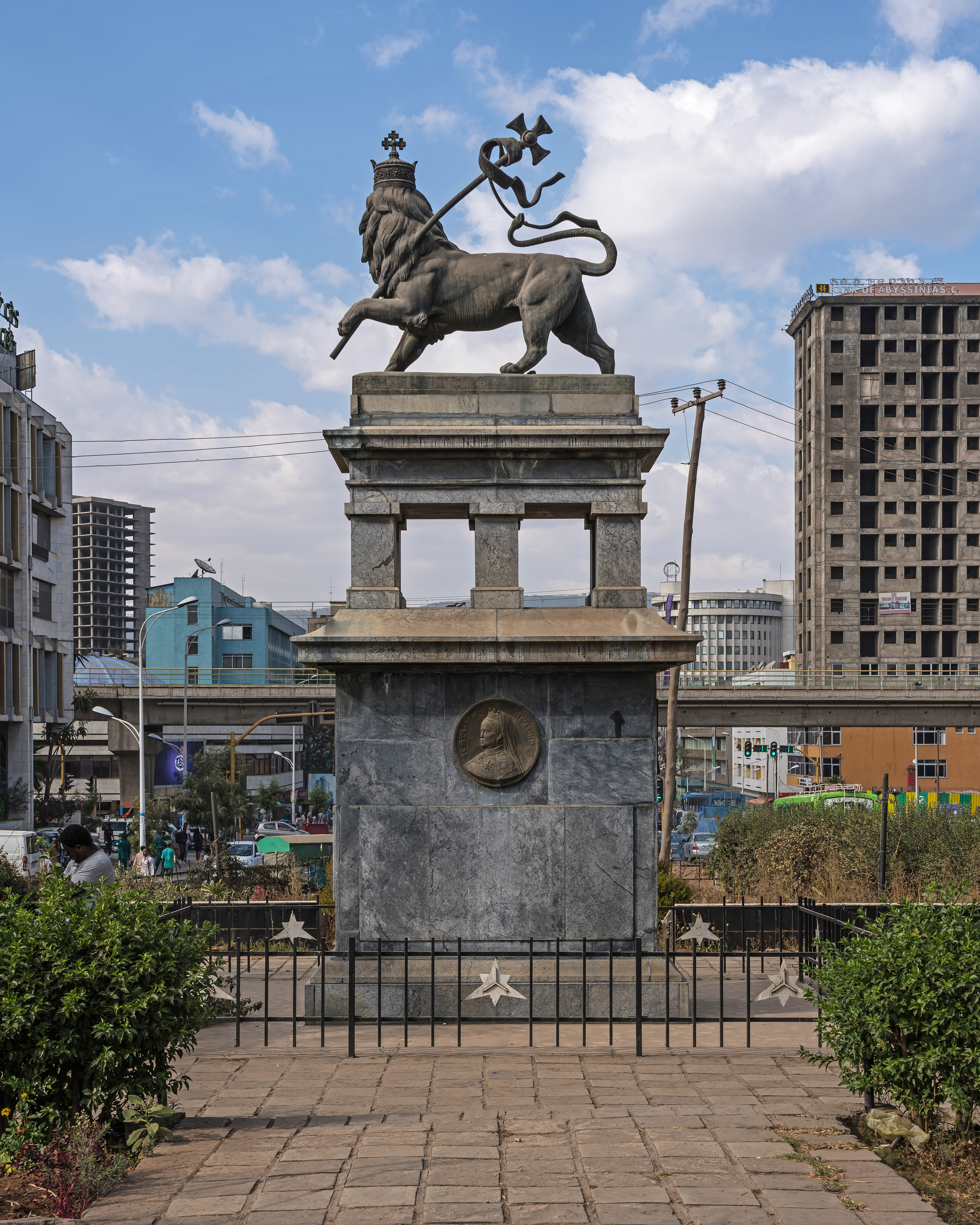
Vista del monumento da tergo

La scultura del leone di Giuda, in bronzo dorato, è collocato su un piedistallo di granito nero, decorato con i ritratti a rilievo di Menelik II, Hailé Selassié, Zauditù e di ras Maconnèn Uoldemicaèl.
Il monumento si trova nella piazza antistante la stazione di Addis Abeba e segna la fine di viale Winston Churchill, una delle arterie principali della città.

## Filmografia
- Istituto Luce, Il leone di Giuda (Cinegiornale Luce), su YouTube, 3 marzo 1937.
- Istituto Luce, Scoperto il Leone di Giuda portato da Addis Abeba (Cinegiornale Luce), su YouTube, 12 maggio 1937.